# مثلثا مالان
مثلثا مالان طورها المعالج النفسي ديفيد مالان في العام 1979م من مثلث الصراع ومثلث الأشخاص. لقد طور مالان هذه المثلثات لتسليط الضوء على ظاهرة التحويل أو الإنقال في العلاج النفسي في شكلها البسيط والممتد. إن تطبيقها يستمر بإثبات إثمارها في القرن الحادي والعشرين. أصبحت هذه الطريقة قاعدة يمكن للمعالجين النفسيين من خلالها إن يعكسوا عملهم وموقعهم من مساحة العلاقات في أي وقت.

## أصولها
كما أقر مالان بنفسه فإنه طور مفهوم هذه المثلثات من تحليلات كتابات سابقة (وإن كان قد جمع في هذه العملية جوانبًا مختلفة من التقليد). لقد طور مالان مثلث الأشخاص  -والذي يشكل المحلل النفسي والأشخاص المهمين السابقين والأشخاص المهمين في الحاضر أقطابه الثلاثة-بناء على
لقد بنى مالان مثلثه الأول على مفهوم الأمريكي الفرويدي-كارل مينينجر-والذي بدوره بنى على مفهوم تفسير التحول المتكامل والذي طوره فرانز ألكسندر. يقوم مفهوم تفسير التحول المتكامل بالربط بين الخبرات السابقة وسياقات الحياة والقواعد التحليلية وكان ألكسندر قد سماه مثلث البصيرة. أعاد مالان تسميت بمثلث الأشخاص. ساق مالان مثلثه الثاني من هنري اريزيل زميله في مشفى تافيستوك المعالج في مجموعة كلاينيان. استخدم ايرزيل تفسيرًا ثلاثي المستويات للتعرف على سلوكيات الأعضاء تجاه المجموعة السلوك المطلوب (السطح) والسلوك المرغوب فيه والسلوك الكارثي (توقع الصدمات المتوقعة والخوف الذي يساعد في تحول السلوك المرغوب فيه إلى المطلوب أو سلوك الانصياع). ببساطة إن مستويات ايرزيل الثلاثة تصبح مثلث مالان في الصراع والذي يحوي الدفاع والنزوع أو الدفعة والاضطراب أو الهلع.

## الاستخدام
إن إنجاز مالان هو في جمع هذان المثلثان مختلفي المصادر ووضعهما متقاربين، حيث يوضح أحدهما العمليات داخِلَ النفس والأخر داخِلَ الشخص. ادعى مالان بأنه:«بين هذين المثلثين يمكن تمثيل كل التدخلات تقريبًا التي يفعلها المعالج وتتكون المهارة المطلوبة هي معرفة الجزء الذي يجب تضمينه من المثلثين في الوقت الذي نحتاج فيه لذلك».
يجب أن يتم تخيل المثلثات وهي معكوسة تقف على رأسها والذي يتكون في أحدهما من الدفع غير الواعي وفي الأخر من الطفولة الأولى المرتبطة بالوالدين. معظم التفسيرات تستخدم المثلثين تهتم بتوضيح الدفاعات والعلاقات الحالية استنادًا إلى الشعور غير الواعي والتحولات الشخصية التي تتبعها. إن المفهوم يخدع ويبدوا بسيطًا ولكنه فعال في الحالات الإكلينيكية بصرف النظر عن تعقيدها.
يعتبر مثلثا مالان -بالإضافة إلى الوظيفة الانعكاسية وديناميكية الأنشطة-المكون الأساسي للعلاج النفسي التجريبي الديناميكي قصير المدى. أيضًا يتم توظيفهم كقاعدة تعليمية لتقديم المبادئ والممارسات للعلاج الديناميكي للمتدربين على العلاج أو المحترفين الذين يريدون «إلغاء تعلم» النزعة إلى المساعدة والإرشاد والبدء في تعلم حزمة من المهارات الجديدة.

## الانتقادات
لقد حذر النقاد من خطورة ميكانيكية والاستخدام فائق العقلانية لمثلثا مالان في الممارسات الواقعية.